# Legion Kaukasko-Muzułmański
Legion Kaukasko-Muzułmański (niem. Kaukasisch-Mohammedanische Legion) – jeden z niemieckich Legionów Wschodnich (Ostlegionen). Powołany 24 marca 1942 roku w Radomiu.

## Historia
Legion nie miał władzy zwierzchniej nad swoimi batalionami, a jedynie prowizoryczną. Bataliony zostały bowiem pojedynczo dołączono do różnych jednostek Wehrmachtu, po czym wysłano je na front.
22 lipca 1942 przemianowany na Legion Azerbejdżański.